# Augenfleckbärbling
Der Augenfleckbärbling (Brevibora dorsiocellata; früher: Rasbora dorsiocellata) ist ein kleiner Süßwasserfisch, der auf der Malaiischen Halbinsel und auf Sumatra vorkommt. Es wurden zwei Unterarten beschrieben, die Nominatform B. d. dorsiocellata und B. d. macrophthalma Meinken 1951, im deutschen Leuchtaugen-Rasbora genannt.

## Merkmale
Der Augenfleckbärbling hat einen langgestreckten, seitlich abgeflachten Körper der eine Maximallänge von 6,5 cm erreicht, die Unterart B. d. macrophthalma wird nur 3,5 cm lang. Der Körper ist von gelblich-silbriger bis zart oliver Grundfarbe und schimmert leicht grasgrün oder bläulich bis violett. Der Rücken ist graubraun oder braunoliv, der Bauch silbrig, die Flossen gelblich. Die Rückenflosse zeigt einen charakteristischen schwarzen Fleck, der weiß umrandet ist. Entlang der Körperseiten erstrecken sich zwei dunkle, mehr oder weniger deutliche Längsbinden. Die Seitenlinie ist ganz oder fast vollständig. 
- Flossenformel: Dorsale 2/7, Anale 3/5, Pectorale 1/12, Ventrale 2/8.
- Schuppenformel: SL 20–27.

Bei der Unterart B. d. macrophthalma ist das Auge größer, der Kopf kürzer und die Schuppenzahl in der mittleren Längsreihe geringer als bei der Nominatform. Die untere Hälfte des Auges irisiert graugrünlich. Die Längsbinden sind kaum sichtbar.

## Lebensweise
Augenfleckbärblinge leben als Schwarmfische in fließenden und stehenden Gewässern. Sie halten sich nah der Oberfläche oder in mittleren Wasserzonen auf. Sie ernähren von Insekten, die auf die Wasseroberfläche gefallen sind, von Zooplankton, Krebstieren und Würmern.

## Systematik
Die Art wurde von Duncker bei der Erstbeschreibung der Sammelgattung Rasbora zugeordnet. Im Jahre 2009 stellten Liao, Kullander & Fang für die Art die Gattung Brevibora auf. Nach Tang et al. (2010) steht die Art allerdings tief innerhalb von Rasbora sensu lato.